# Massacre d'Iguala
La massacre d'Iguala o cas Ayotzinapa és una sèrie d'episodis de violència ocorreguts durant la nit del 26 de setembre i la matinada del 27 de setembre de 2014 a Mèxic, en què la policia municipal d'Iguala, la policia estatal de Guerrero i soldats d'infanteria van perseguir i van atacar estudiants de magisteri de l'Escola Normal Rural d'Ayotzinapa, fet que va tenir com a resultat la desaparició forçada de 43 estudiants, l'assassinat d'almenys 9 persones i 27 ferits. En aquest atac, a més dels estudiants normalistes, van ser ferits periodistes i civils. Segons la investigació realitzada per l'organització Forensic Architecture, el nombre de persones ferides a conseqüència dels atacs en contra dels estudiants normalistes són 40.

## Antecedents
Els antecedents del cas Ayotzinapa es remunten a la resistència empresa per l'estudiantat a la pretensió de l'Estat mexicà al llarg del segle XX i XXI d'acabar amb les escoles normals rurals, sorgides als anys 1920, les quals formen professorat que tenen com a model pedagògic l'articulació de l'educació i el treball. El sorgiment de les escoles normals va donar peu a la fundació de la Federació d'Estudiants Camperols Socialistes de Mèxic (FECSM) el 1935, una organització estudiantil d'orientació socialista amb una presència important en aquestes institucions.
A causa del maccarthisme de la Guerra Freda que acusava de «comunistes» els normalistes, el 1950 el president Miguel Alemán va anunciar la desaparició de les escoles normals rurals, iniciant-se llavors diverses lluites de resistència.
Les escoles normalistes de l'estat de Guerrero, especialment la Normal Isidro Burgos, estan associades a les figures icòniques dels lluitadors socials i guerrillers Lucio Cabañas i Genaro Vázquez, que van ser respectivament alumne i professor d'aquesta institució, i van ser assassinats en el context del terrorisme d'Estat dels anys 1970, igual que altres estudiants i professors.
El 12 de desembre de 2011 a Chilpancingo, la capital de l'estat de Guerrero, va ocórrer l'episodi conegut com el conflicte d'Ayotzinapa, en què la policia i l'exèrcit van desallotjar amb foc real l'Autopista del Sol bloquejada per estudiants de la Normal Rural d'Ayotzinapa en protesta per la manca de diàleg i la desatenció a les seves demandes com ara l'augment del pressupost, l'augment de les places de 140 a 170 i la negativa a acceptar Eugenio Hernández García com a director. El governador Aguirre va negar haver ordenat «netejar la carretera» i obrir foc malgrat les fotografies dels mitjans de comunicació d'homes disparant fusells d'assalt. Alumnes de la normal d'Ayotzinapa tenien un historial de retenció d'autobusos per als trasllats, cosa que ocasionava enfrontaments amb la policia.
El 2012, a més de l'ocupació dels centres educatius, els normalistes de les escoles van retindre autobusos per a pressionar el govern a dialogar. En resposta el govern va ordenar a presa de les escoles amb un total de 1.500 policies que van emprar la brutalitat policial, tortures, cops i violència sexual. Van ser detinguts 176 estudiants, que van ser enviats a presó acusats de diversos delictes. Tot i la resistència empresa per les escoles rurals, 30 de les 46 escoles havien estat clausurades el 2014.
Com a part d'un pla per assistir a la Ciutat de Mèxic el dia 2 d'octubre del 2014 a les manifestacions commemoratives de la massacre de Tlatelolco, l'estudiantat havia retingut autobusos i robat combustible al llarg d'una setmana per a concentrar-lo a l'escola.
La tarda del dia 26 l'estudiantat va anar a la ciutat d'Iguala per a cercar tres autobusos: un de la companyia Costa Line i dos de l'Estrella de Oro. En arribar a l'estació central d'Iguala es van apoderar de tres autobusos més: dos de Costa Line i un d'Estrella Roja. Dels gairebé cent estudiants d'Ayotzinapa que anaven repartits als cinc autobusos, només dos eren de tercer curs i sis de segon curs. La resta eren alumnes de recent ingrés que estaven cursant el primer any i que havien iniciat aquella setmana els estudis a l'escola rural.
D'altra banda, a la ciutat d'Iguala, l'alcalde era des del 2012 el perredista José Luis Abarca Velázquez, el qual estava sota sospita de col·laborar amb el grup criminal Guerreros Unidos. Abarca està casat amb María de los Ángeles Pineda, que seria l'enllaç del govern municipal amb el crim organitzat. Diversos germans de Pineda van ser membres del desaparegut Càrtel de los Beltrán Leyva. Així mateix, Pineda era directora local del Sistema Nacional per al Desenvolupament Integral de la Família (DIF) car A Mèxic és costum que l'esposa de l'alcalde sigui qui dirigeixi l'oficina municipal corresponent del DIF. Tot i que el matrimoni havia estat acusat de participar en diversos delictes i que diferents branques del govern estatal tenien coneixement d'aquestes acusacions, no hi havia cap acció legal en contra d'ells.
La nit del 26 de setembre, el DIF d'Iguala va fer una festa per a celebrar els èxits obtinguts sota la direcció de María de los Ángeles Pineda, que planejava presentar la seua pròpia candidatura a l'alcaldia atès que Abarca acabava el seu mandat el 2015.

## Crim d'estat

### Primer atac
Després de la presa dels últims tres autobusos a l'estació central d'Iguala, quatre dels autobusos van formar una caravana i, a causa del trànsit dens, van prendre rumb cap al nord, amb l'Estrella de Oro 1531 al capdavant, seguit dels Costa Line 2012 i 2510 i, finalment l'Estrella de Oro 1568. Anaven cap a l'anell perifèric d'Iguala, per allà enfilar cap a Ayotzinapa. L'Estrella Roja 3278 va sortir l'últim de l'estació, amb prou retard per a trobar el trànsit cap al sud viable, per la qual cosa va encaminar-se en aquesta direcció per arribar a la carretera de Chilpancingo.
D'acord amb les declaracions del fiscal Iñaky Blanco Cabrera, el primer episodi de violència va ocórrer a les 21.30 hores, quan la policia va interceptar el pas dels quatre autobusos enfilats cap al nord mitjançant una camioneta que va bloquejar el seu avanç a la cantonada dels carrers Juan N. Álvarez i Periférico Norte. Els alumnes van baixar dels autobusos per a intentar empènyer fora del camí la camioneta, i es van enfrontar als policies, que també arribaven. Quan l'estudiant Aldo Gutiérrez Solano va forcejar i va sotmetre a un dels policies, agents de la Policia Municipal d'Iguala van obrir foc contra ell, ferint-lo greument i matant el seu company Daniel Solís Gallardo.
El tiroteig inicial va posar en desbandada els estudiants normalistes, diversos dels quals es van refugiar als espais entre els autobusos aturats. Altres van escapar pels voltants i la policia va arrestar la majoria dels estudiants que no havien baixat dels autobusos. La major part dels arrestats provenien de l'últim autobús a la fila, l'Estrella de Oro 1568.
Durant l'atac, diversos estudiants normalistes van telefonar als companys que s'havien quedat a Ayotzinapa. Aquests alumnes, assabentats dels incidents, van enviar un altre comboi d'estudiants amb diverses camionetes per a recórrer els 126 km de distància entre Ayotzinapa i Iguala, i socórrer els seus companys atacats.
Els estudiants a l'autobús Estrella Roja 3278 van rebre també l'alerta per telèfon del primer atac ocorregut. En enfilar el vehicle cap al lloc de l'incident per auxiliar els seus companys atacats, l'autobús va quedar encallat al mig del trànsit i va ser interceptat per la policia. Detingut l'autobús, els estudiants van ser obligats a baixar encanonats amb armes de foc. Confiscat l'autobús sense incidents, la policia els va permetre fugir del lloc pel seu propi peu.

### Segon atac
El segon comboi d'estudiants, que va arribar al voltant de les 23 hores de la nit del 26, es va trobar amb alguns dels companys que no havien estat arrestats per la policia, entre ells els que van baixar de l'Estrella Roja 3278. Els estudiants, acompanyats per professors pertanyents a la Coordinadora Estatal de Treballadors de l'Educació de Guerrero (CETEG), van començar a inspeccionar el lloc i a cercar alumnes ocults després del tiroteig. Així mateix, van fer declaracions a la premsa que anava arribant sobre el primer atac contra els seus companys. Seguien al lloc al voltant de la mitjanit quan van ser atacats de nou per un grup armat que va arribar de sobte i que, segons testimonis presencials, disparava ràfegues de foc real. En aquest atac van morir dos estudiants més, Julio César Ramírez Nava i Julio César Mondragón Fuentes, mentre que la resta van aconseguir fugir i es van ocultar en turons circumdants o en terrats de les cases d'Iguala.
Gairebé al mateix temps, a la sortida d'Iguala, a l'autopista a Chilpancingo, un altre grup de policies va disparar contra un autobús que transportava els integrants de l'equip de futbol Avispones de Chilpancingo, de la tercera divisió. L'equip de futbol no estava involucrat en els fets però va ser confós per la policia com un altre autobús més del comboi dels estudiants normalistes. Aquest equip era de Chilpancingo i estava de tornada a la seva seu després d'un partit com a visitant a Iguala. En aquest atac van morir tres persones: David Josué García Evangelista (de 15 anys d'edat, un dels futbolistes), Blanca Montiel Sánchez (passatgera d'un taxi que passava pel lloc) i Víctor Manuel Lugo Ortiz (xofer de l'autobús que conduïa els jugadors de tornada a Chilpancingo). El director tècnic de l'equip va resultar ferit i va ser internat greu.